# Alouatta seniculus
L'aluatta rossa (Alouatta seniculus (Linnaeus, 1766)) è un primate platirrino della famiglia degli Atelidi.

## Distribuzione
Con tre sottospecie (Alouatta seniculus arctoidea, Alouatta seniculus juara ed Alouatta seniculus seniculus) vive nella parte settentrionale del Sudamerica (Colombia, Venezuela, Trinidad, Guyana, Brasile, Ecuador, Perù e Bolivia): il suo è l'areale più esteso di tutte le scimmie del Nuovo Mondo. Abita le paludi di mangrovie e le foreste tropicali.
Rylands descrive sette sottospecie anziché tre: A. s. amazonica, A. s. arctoidea, A. s. insulanus, A. s. juara, A. s. puruensis, A. seniculus seniculus, ed A. seniculus stramineus. Secondo Groves, le sottospecie A. s. amazonica e A. s. puruensis sono assegnate entrambe a Alouatta seniculus juara mentre le sottospecie A. s. stramineus ed A. s. insulanus vanno unificate nell'ambito della nuova specie Alouatta macconnelli.

## Descrizione

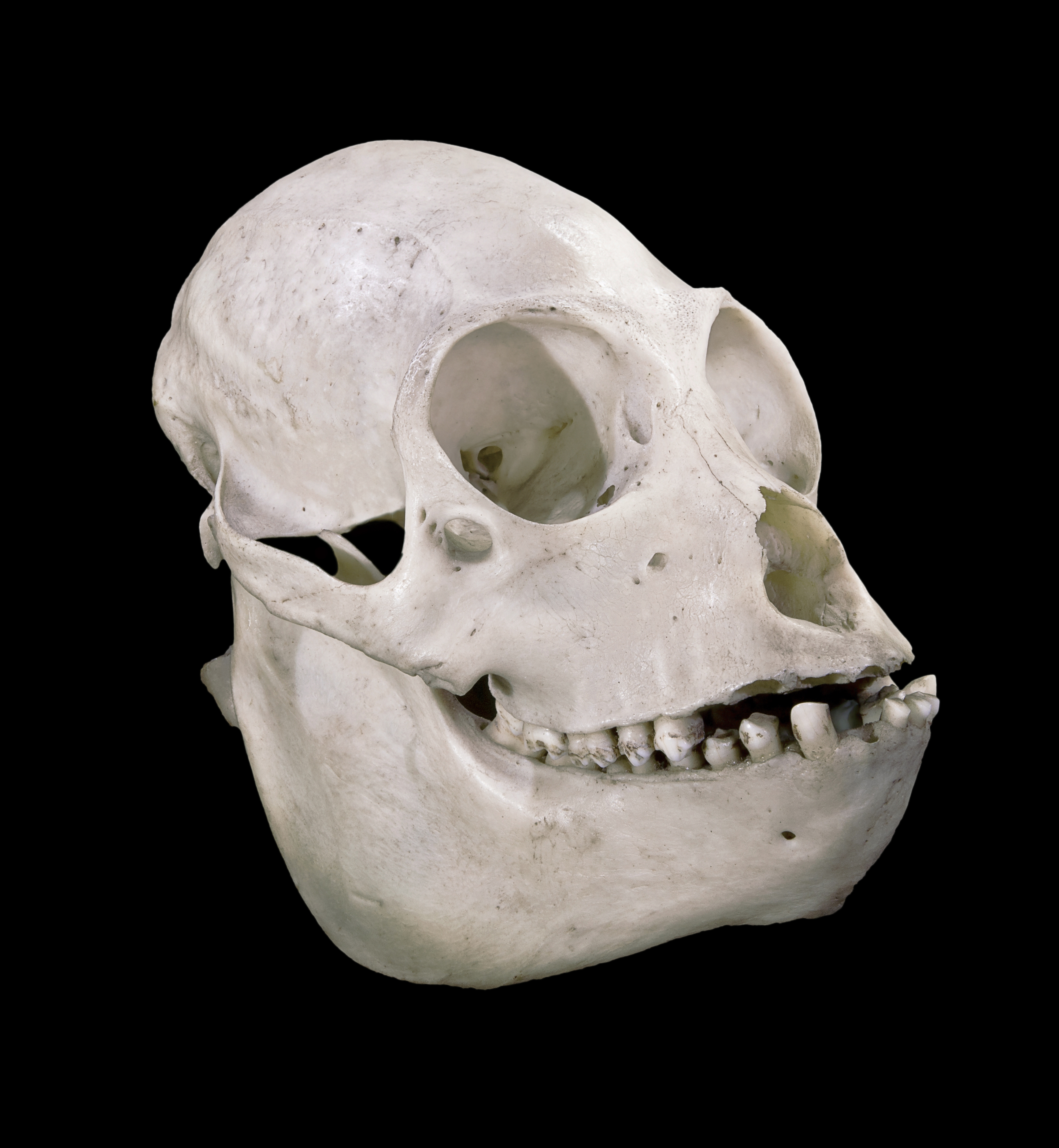
cranio

### Dimensioni
Misura fino a 72 cm di lunghezza, più altrettanti di coda, per un peso che raggiunge i 6,5 kg.

### Aspetto
È provvista di pelo rosso ruggine che riveste tutto il corpo, tranne la faccia, che è nuda e nera. Il colore del pelo può variare nel corso degli anni, divenendo più scuro.

## Biologia
La scimmia urlatrice rossa è arboricola e si sposta agilmente tra i rami anche grazie all'aiuto della coda prensile, dotata di una zona glabra e zigrinata sulla parte inferiore della punta, che è assai sensibile.

Vive in gruppi di circa 9 individui, composti prevalentemente da femmine, alla guida dei quali c'è sempre un maschio adulto. I gruppi al mattino si esibiscono in cori nei quali ogni individuo emette delle potenti vocalizzazioni, che servono a comunicare con altri clan sulla composizione del gruppo e l'estensione del territorio. I richiami di queste scimmie somigliano a un ruggito e possono essere udibili fino ad oltre 5 km di distanza: da molto lontano, ricordano l'eco di un tuono.

Quando la pioggia si avvicina, questi animali sono irrequieti e scatenano cori anche in pieno giorno: durante la pioggia, invece, siedono in posizione ricurva per tutto il tempo. Per questo motivo, gli indios li ritengono animali portatori di pioggia, mentre i creoli li ritengono in grado di prevedere i temporali.

### Alimentazione
Ha abitudini prevalentemente folivore: tale dieta povera di nutrienti è la prima causa dei lunghi periodi d'inattività di questi animali, mirati ad una migliore digestione del cibo. Per migliorare la propria efficienza, lo stomaco occupa da solo un terzo del volume totale dell'animale: questi animali tendono inoltre a mangiare le foglie giovani, più ricche di linfa.
 Oltre alle foglie, non disdegna integrare la propria dieta con frutti zuccherini e fiori, qualora disponibili.

### Riproduzione
A causa del dislivello numerico fra maschi e femmine, in questa specie è presente una forte competizione sessuale: i maschi, espulsi dal gruppo non appena raggiunta la maturità sessuale, sono soliti gironzolare, da soli od in gruppo con altri giovani maschi, finché non sono grandi abbastanza per competere con un maschio dominante per il dominio su un harem. Quando riescono a guadagnarne uno, ricorrono all'infanticidio per far sì che le femmine tornino ricettive e si accoppino nuovamente: le femmine tentano di proteggere i cuccioli, ma essendo più piccole e deboli spesso soccombono. La percentuale di sopravvivenza di cuccioli al cambio di comando del gruppo è inferiore al 25%.

I maschi e le femmine, a differenza delle altre scimmie urlatrici, formano dei legami abbastanza stabili anche al di fuori del periodo degli accoppiamenti: solo quando tali legami sono ben definiti e consolidati parte il corteggiamento, nel quale è solitamente la femmina a prendere l'iniziativa.

## Conservazione
La IUCN red list classifica Alouatta seniculus come specie a basso rischio (Least Concern).
La si può trovare in numerose aree naturali protette del Sudamerica tra cui il Parco nazionale del Rio Abiseo in Perù e il Parco nazionale di Sangay in Ecuador.